# Claire Levacher
Pour les articles homonymes, voir Levacher.
Claire Levacher est une cheffe d'orchestre française.

## Biographie
Elle obtient trois premiers prix au Conservatoire national supérieur de musique de Paris (CNSMDP) et un master de direction d'orchestre à l'Université du Michigan (USA) pour se perfectionner ensuite en direction à la Musikhochschule de Vienne auprès de Leopold Hager. Elle a remporté le Concours international de direction d'orchestre de Trévise (Italie) et le deuxième prix au Concours international de direction d'orchestre de Prague en 2000,,.
De 2001 à 2011, elle est professeur de direction d'orchestre au CNSMDP,. Elle a créé en 2003 l'Orchestre des Lauréats du Conservatoire (OLC) dont elle a été directrice musicale jusqu'en 2011. Elle est régulièrement invitée à diriger les différents orchestres du CNSMDP et à les préparer pour des chefs tels que Pierre Boulez, Kurt Masur, Christoph Eschenbach, Myung-Whun Chung.
Elle est invitée à diriger en France (Orchestre National d'Ile-de-France, Orchestre de Région de Bayonne-Côte Basque, Orchestre des pays de Savoie, Orchestre symphonique d'Orléans, Opéra national du Rhin), en République tchèque (Orchestre de la radio de Prague, Orchestre de l'Académie de Prague, Orchestre Severocesska Filharmonie de Teplice), en Hongrie (Orchestre de l'académie Franz Liszt de Budapest), en Italie (Orchestre Filarmonia Veneta), en Autriche (à Vienne et au Festival de Brégence). Elle est également régulièrement invitée à diriger l'Orchestre national du Liban et différents orchestre nationaux en Amérique du Sud.
Dans le domaine lyrique, elle a été chef-assistante à l'Opéra de Nice, au Théâtre des Champs-Élysées, à l'Opéra de Lyon et a assuré la direction musicale de différentes productions lyriques, notamment à l'Opéra de Prague.
Depuis octobre 2020, elle est professeur d'éducation orchestrale ("Orchesterausbildung") à l'université de Graz (Kunstuniversität Graz) en Autriche.